# How to Survive a Marriage
How to Survive a Marriage  is een Amerikaanse soapserie die op de NBC liep van 7 januari 1974 tot 18 april 1975. 
De serie werd om half 4 's namiddags uitgezonden en kon de concurrentie met spelprogramma Match Game en andere soap One Life to Live niet aan. Na 16 maanden werd de serie geannuleerd. De maandag erop nam Days of Our Lives het vrijgekomen half uur in en vanaf dan duurde deze serie een uur.